# 倒数
倒数又稱乘法逆元（multiplicative inverse）、乘法逆元素，在数学中，是与其原数相乘为1的数；即某数{\displaystyle x}的倒数，是一個与{\displaystyle x}相乘的积为1的数，记为{\displaystyle {\frac {1}{x}}}或{\displaystyle x^{-1}}。

倒数函数：。对除了之外的每一个值，即为其倒数。其图像为直角双曲线。

在抽象代数中，倒数所对应的抽象化概念是乘法群的某个元素的“乘法逆”，也就是相对于群中“乘法”运算的逆元素。
汉语中，名词倒数一般用来表示数字的乘法逆，一般在各种数域如：有理数、实数、复数，以及模n的同余类所构成的乘法群中使用。在复数域（实数域）中，每个除了0以外的复数（实数）都存在倒数：只要用某个数自身除1（也就是说用1除以某个数），即可得到它的倒数。用数学记号表示的话：
一个非零的复数（实数）{\displaystyle a}的倒数定义为使得{\displaystyle a\times b=b\times a=1}成立的复数（实数）{\displaystyle b}，记作{\displaystyle b={\frac {1}{a}}=a^{-1}}
例如，{\displaystyle {\frac {3}{8}}}的倒数是{\displaystyle {\frac {8}{3}}}，因为{\displaystyle {\frac {3}{8}}\times {\frac {8}{3}}=1}
每个复数（实数）只有一个倒数。一般来说，并不是对所有的代数结构中的乘法运算，每个元素都存在其乘法逆，如对矩阵乘法来说，秩小于阶数的矩阵就没有乘法逆，或者在环{\displaystyle Z_{39}}中，元素3和18也沒有乘法逆。一个环中的一个元素有乘法逆当且仅当它是可逆元，而它的乘法逆是唯一的当且仅当它不是一个零因子，或者说当它是一个正则元。每个非零元素都有乘法逆的环称为除环。每个非零元素都至多有一个乘法逆的环称为无零因子环。

## 負倒數
乘積為-1的兩個實數互為負倒數，實數x的負倒數記為{\displaystyle -{\frac {1}{x}}}或{\displaystyle -x^{-1}}。一個實數的倒數和其負倒數是相反數，而0沒有倒數或負倒數。